# Colleen Miller
Pour les articles homonymes, voir Miller.

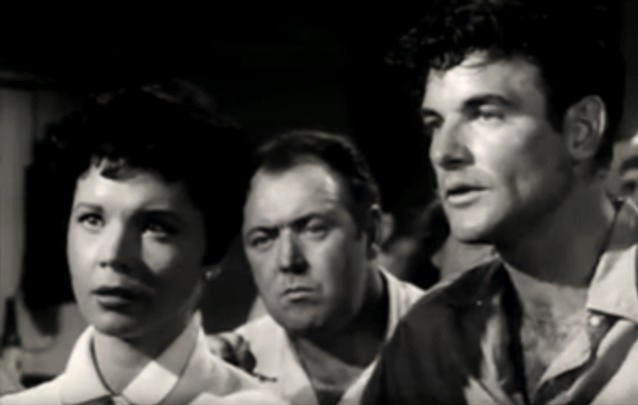
Avec James Best (à d.), dans L'Otage du gang (1957)

Colleen Miller est une actrice américaine, née le 10 novembre 1932 à Yakima (État de Washington).

## Biographie
Au cinéma, elle contribue à seulement douze films américains, le premier étant Scandale à Las Vegas de Robert Stevenson (1952, avec Jane Russell et Victor Mature).
Suivent notamment Fille de plaisir de Joseph Pevney (1954, avec Shelley Winters et Barry Sullivan), Le Cavalier au masque d'H. Bruce Humberstone et Les Années sauvages de Rudolph Maté, tous deux avec Tony Curtis et sortis en 1955, ou encore Le Salaire du diable de Jack Arnold (1957, avec Jeff Chandler et Orson Welles).
Son dernier film est Stand Up and Be Counted (en) de Jackie Cooper (1972, avec Jacqueline Bisset et Stella Stevens).
À la télévision, Colleen Miller apparaît dans quatre séries américaines entre 1953 et 1970, ainsi que dans un épisode (1970) de la série australienne Division 4 (en) ; puis elle se retire définitivement de l'écran.

## Filmographie complète

### Cinéma
- 1952 : Scandale à Las Vegas (The Las Vegas Story) de Robert Stevenson : Mary
- 1953 : Man Crazy d'Irving Lerner : Judy Bassett
- 1954 : Fille de plaisir (Playgirl) de Joseph Pevney : Phyllis Matthews
- 1954 : Quatre tueurs et une fille (Four Guns to the Border) de Richard Carlson : Lolly Bhumer
- 1955 : Le Cavalier au masque (The Purple Mask) d'H. Bruce Humberstone : Laurette de Latour
- 1955 : Les Années sauvages (The Rawhide Years) de Rudolph Maté : Zoé Fontaine
- 1957 : The Night Runner d'Abner Biberman : Susan Mayes
- 1957 : Le Salaire du diable (Man in the Shadow) de Jack Arnold : Skippy Renchler
- 1957 : L'Otage du gang (Hot Summer Night) de David Friedkin : Irène Partain
- 1958 : Step Down to Terror d'Harry Keller : Helen Walters
- 1963 : Duel au Colorado (Gunfight at Comanche Creek) de Frank McDonald : Abbie Stevens
- 1972 : Stand Up and Be Counted de Jackie Cooper : une religieuse

### Télévision
(séries)
- 1953 : Four Star Playhouse, saison 2, épisode 7 Search in the Night de Christian Nyby : une fille au bar
- 1956 : Lux Video Theatre (en), saison 7, épisode 1 Mildred Pierce : Veda
- 1968 : Hunter, saison unique, épisode 42 A Dark Reunion : la réceptionniste
- 1969-1970 : Homicide
  - Saison 6, épisode 195 Seen to Be Done (1969) : Mme Owens
  - Saison 7, épisode 269 Bars (1970) : Mary Richards
- 1970 : Division 4, saison 2, épisode 24 Closed Doors : Mme Findlay